# Hortensia de plebiscitis
Hortensia de plebiscitisva ser una antiga llei romana establerta pel dictador Quint Hortensi l'any 287 aC. Per aquesta llei es ratificava l'obligació per part del senat romà d'acceptar les decisions dels comicis tribunats i dels plebiscits que havia establert la llei Horatia Valeria.